# Пост 615 км
615 километр — остановочный пункт Белгородского региона Юго-Восточной железной дороги. Находится в городе Старый Оскол, Белгородской области, на улице Пирогова (до 2000 года — село Прогари Незнамовского сельского округа).

## Коммерческие операции
О	Посадка и высадка пассажиров на (из) поезда пригородного и местного сообщения. Прием и выдача багажа не производятся.
Обслуживает пригородные поезда маршрута Старый Оскол — Валуйки, грузовые поезда со станции Котел, а также поезда дальнего следования «Приосколье», луганского и донецкого направлений.

## География
Соседние станции (ТР4): 438506 Старый Оскол и 438529 617 км.
Расстояние до узловых станций (в километрах): Валуйки — 139, Старый Оскол — 5.